# Jerzy Morawski (filmowiec)
Jerzy Morawski (ur. 1949) – polski scenarzysta filmowy, realizator filmów dokumentalnych i reporter. Laureat Polskiej Nagrody Filmowej Orzeł w 2000, w kategorii najlepszy scenariusz. Członek Polskiej Akademii Filmowej. Mąż dziennikarki i scenarzystki Ireny Morawskiej.

## Filmografia

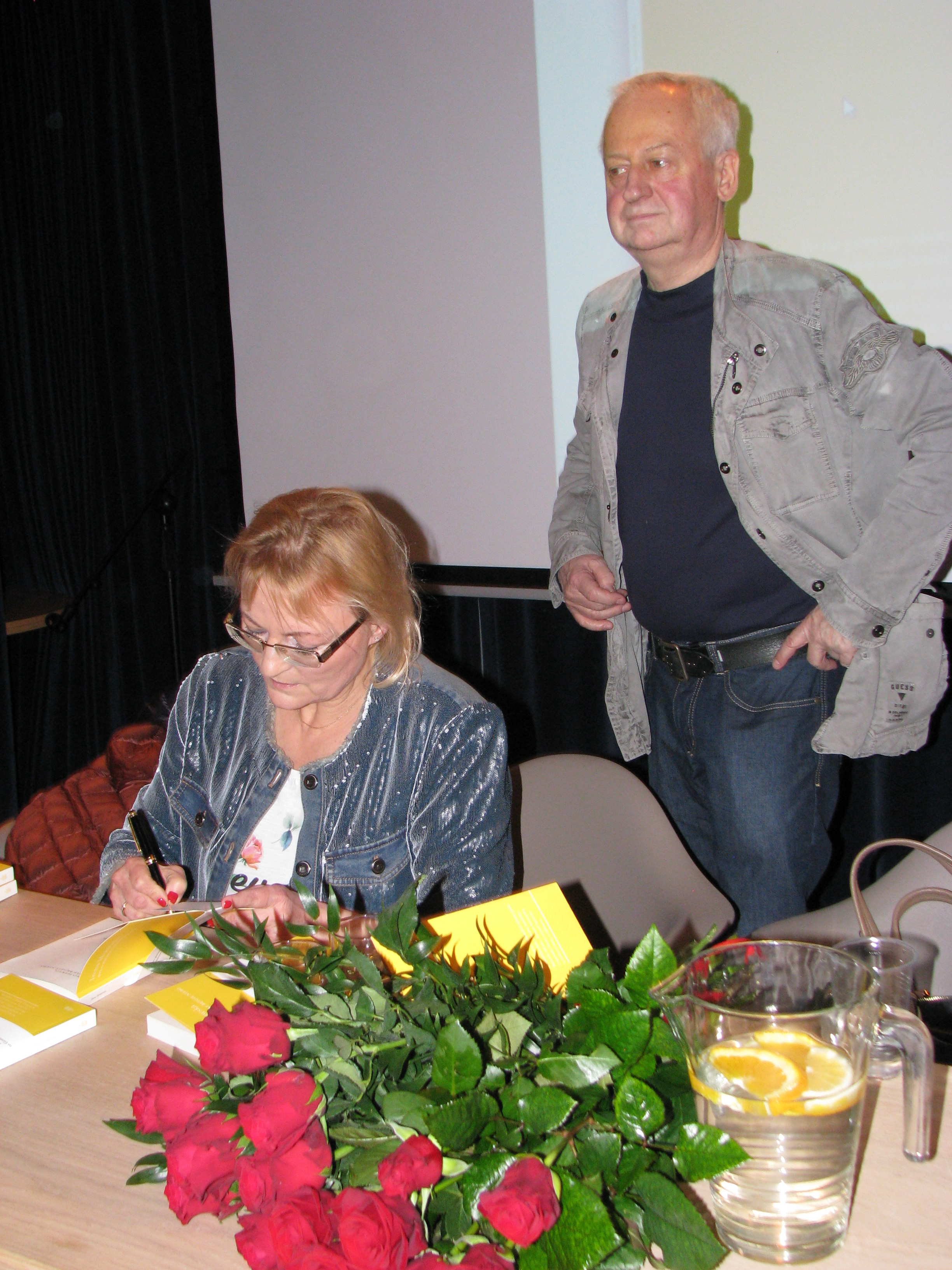
Irena Morawska i Jerzy Morawski

jako scenarzysta filmów fabularnych:
- Gry uliczne (1996)
- Dług (1999)
- Benek (2007)

jako reżyser i scenarzysta filmów dokumentalnych:
- Imperium ojca Rydzyka (2002)
- Nieznani sprawcy (2007-2008); 17-odcinkowa seria dokumentalna TVP poświęcona ofiarom śmiertelnym stanu wojennego[3]
- Czekając na sobotę (2010)

jako reżyser i scenarzysta telenowel dokumentalnych:
- Ballada o lekkim zabarwieniu erotycznym (2003)
- Chłopaki do wzięcia (2012-2015)
- Drwale (2015-2016)[4]

## Książki reporterskie
- Nieważkość (1989)
- Ślad kul (1992)
- Głosy z Monachium (1993)
- Portrety w podczerwieni (1994)

## Nagrody
- 2000 – Polska Nagroda Filmowa, Orzeł za scenariusz filmu Dług
- 2000 – Nagroda Specjalna „Srebrna Statuetka Leliwity” Tarnowskich Nagród Filmowych za scenariusz filmu Dług
- 2002 – Nagroda „Rzeczpospolitej” im. Dariusza Fikusa w kategorii „Twórca w mediach”, za telenowelę dokumentalną Serce z węgla
- 2011 – Nagroda Główna Festiwalu Form Dokumentalnych „Nurt” w Kielcach za film Czekając na sobotę
- 2011 – Dyplom Honorowy Festiwalu Mediów „Człowiek w zagrożeniu” w Łodzi za film Czekając na sobotę